# Tension II (album de Kylie Minogue)
Pour les articles homonymes, voir Tension.
Albums de Kylie Minogue
Tension
(2023)
Singles
1. Lights Camera Action
Sortie : 27 septembre 2024

Tension II est le dix-septième album studio de la chanteuse australienne Kylie Minogue sorti le 18 octobre 2024 par BMG Rights Management et la société de Kylie Minogue, Darenote.
Il s'agit d'une suite de son seizième album studio, Tension (2023), et est décrit comme un album influencé par la musique électronique avec des éléments dance. Kylie Minogue a sorti quatre singles collaboratifs en 2024 : Dance Alone avec Sia, Midnight Ride avec Orville Peck et Diplo, My Oh My avec Bebe Rexha et Tove Lo et Edge Of Saturday Night avec The Blessed Madonna.
"Lights Camera Action" est le premier single de l'album, sorti le 27 septembre 2024. Kylie Minogue entame sa tournée Tension Tour en 2025, promouvant à la fois Tension et Tension II et débute à Perth le 15 février 2025 avant de voyager à travers l'Australie, l'Asie, le Royaume-Uni et des apparitions supplémentaires à travers l'Europe, l'Amérique du Nord et l'Amérique du Sud. C'est sa première tournée de concerts depuis l'été 2019 et la première série de spectacles depuis sa résidence de concerts à Las Vegas, More Than Just a Residency.

## Liste des pistes
| Édition standard | Édition standard                                  | Édition standard                                                               | Édition standard                                   | Édition standard | Édition standard | Édition standard | Édition standard | Édition standard | Édition standard |
| No               | Titre                                             | Auteur                                                                         | Producteur(s)                                      | Durée            |                  |                  |                  |                  |                  |
| ---------------- | ------------------------------------------------- | ------------------------------------------------------------------------------ | -------------------------------------------------- | ---------------- | ---------------- | ---------------- | ---------------- | ---------------- | ---------------- |
| 1.               | Lights Camera Action                              | - Kylie Minogue - Lewis Thompson - Ina Wroldsen                                |                                                    | 2:42             |                  |                  |                  |                  |                  |
| 2.               | Taboo                                             | - Lostboy - Sarah Hudson - Brett McLaughlin - Pablo Bowman - Kevin Hickey      |                                                    | 2:48             |                  |                  |                  |                  |                  |
| 3.               | Someone For Me                                    | - Benjamin Kohn - Peter Kelleher - Thomas Barnes - Caroline Ailin - Noonie Bao |                                                    | 2:34             |                  |                  |                  |                  |                  |
| 4.               | Good As Gone                                      | - Benjamin Kohn - Peter Kelleher - Thomas Barnes - Caroline Ailin - Noonie Bao |                                                    | 3:09             |                  |                  |                  |                  |                  |
| 5.               | Kiss Bang Bang                                    | - Minogue - Oliver Peterhof - Neave Applebaum - Alna Hofmeyr - James Norton    |                                                    | 2:27             |                  |                  |                  |                  |                  |
| 6.               | Diamonds                                          | - Minogue - Jennifer Decilveo - Vaughn Oliver - Jesse St. John                 |                                                    | 2:42             |                  |                  |                  |                  |                  |
| 7.               | Hello                                             | - John Morgan - William Lansley - Wroldsen - Applebaum                         |                                                    | 2:44             |                  |                  |                  |                  |                  |
| 8.               | Dance To The Music                                | - Minogue - Decilveo - Oliver - St. John - Tobias Wincorn                      |                                                    | 2:31             |                  |                  |                  |                  |                  |
| 9.               | Shoulda Left Ya                                   | - Minogue - Biff Stannard - Gez O'Connell - Duck Blackwell                     |                                                    | 2:20             |                  |                  |                  |                  |                  |
| 10.              | Edge Of Saturday Night (with The Blessed Madonna) | - Minogue - Jin Jin - Marea Stamper - Rachel Keen                              | - The Blessed Madonna - Dance System - Pat Alvarez | 3:26             |                  |                  |                  |                  |                  |
| 11.              | My Oh My (with Bebe Rexha & Tove Lo)              | - Steve Mac - Ina Wroldsen - Lo                                                | - Steve Mac                                        | 3:01             |                  |                  |                  |                  |                  |
| 12.              | Midnight Ride (with Orville Peck & Diplo)         | - Minogue - Orville Peck - Christopher Stracey - Marta Cikojevic               | - Diplo - Peck - Stracey - Picard Brothers         | 3:31             |                  |                  |                  |                  |                  |
| 13.              | Dance Alone (with Sia)                            | - Sia Furler - Jesse Shatkin                                                   | - Shatkin - Jim-E Stack                            | 2:52             |                  |                  |                  |                  |                  |
| 36:47            |                                                   |                                                                                |                                                    |                  |                  |                  |                  |                  |                  |

| Vinyle (face A) | Vinyle (face A)                                   | Vinyle (face A)                                                                | Vinyle (face A)                                    | Vinyle (face A) | Vinyle (face A) | Vinyle (face A) | Vinyle (face A) | Vinyle (face A) | Vinyle (face A) |
| No              | Titre                                             | Auteur                                                                         | Producteur(s)                                      | Durée           |                 |                 |                 |                 |                 |
| --------------- | ------------------------------------------------- | ------------------------------------------------------------------------------ | -------------------------------------------------- | --------------- | --------------- | --------------- | --------------- | --------------- | --------------- |
| 1.              | My Oh My (with Bebe Rexha & Tove Lo)              | - Steve Mac - Ina Wroldsen - Lo                                                | - Steve Mac                                        | 3:01            |                 |                 |                 |                 |                 |
| 2.              | Lights Camera Action                              | - Kylie Minogue - Lewis Thompson - Ina Wroldsen                                |                                                    | 2:42            |                 |                 |                 |                 |                 |
| 3.              | Taboo                                             | - Lostboy - Sarah Hudson - Brett McLaughlin - Pablo Bowman - Kevin Hickey      |                                                    | 2:48            |                 |                 |                 |                 |                 |
| 4.              | Someone For Me                                    | - Benjamin Kohn - Peter Kelleher - Thomas Barnes - Caroline Ailin - Noonie Bao |                                                    | 2:34            |                 |                 |                 |                 |                 |
| 5.              | Good As Gone                                      | - Benjamin Kohn - Peter Kelleher - Thomas Barnes - Caroline Ailin - Noonie Bao |                                                    | 3:09            |                 |                 |                 |                 |                 |
| 6.              | Edge Of Saturday Night (with The Blessed Madonna) | - Minogue - Jin Jin - Marea Stamper - Rachel Keen                              | - The Blessed Madonna - Dance System - Pat Alvarez | 3:26            |                 |                 |                 |                 |                 |
| 7.              | Midnight Ride (with Orville Peck & Diplo)         | - Minogue - Orville Peck - Christopher Stracey - Marta Cikojevic               | - Diplo - Peck - Stracey - Picard Brothers         | 3:31            |                 |                 |                 |                 |                 |
| 21:11           |                                                   |                                                                                |                                                    |                 |                 |                 |                 |                 |                 |

| Vinyle (face B) | Vinyle (face B)        | Vinyle (face B)                                                             | Vinyle (face B)         | Vinyle (face B) | Vinyle (face B) | Vinyle (face B) | Vinyle (face B) | Vinyle (face B) | Vinyle (face B) |
| No              | Titre                  | Auteur                                                                      | Producteur(s)           | Durée           |                 |                 |                 |                 |                 |
| --------------- | ---------------------- | --------------------------------------------------------------------------- | ----------------------- | --------------- | --------------- | --------------- | --------------- | --------------- | --------------- |
| 1.              | Kiss Bang Bang         | - Minogue - Oliver Peterhof - Neave Applebaum - Alna Hofmeyr - James Norton |                         | 2:27            |                 |                 |                 |                 |                 |
| 2.              | Diamonds               | - Minogue - Jennifer Decilveo - Vaughn Oliver - Jesse St. John              |                         | 2:42            |                 |                 |                 |                 |                 |
| 3.              | Hello                  | - John Morgan - William Lansley - Wroldsen - Applebaum                      |                         | 2:44            |                 |                 |                 |                 |                 |
| 4.              | Dance To The Music     | - Minogue - Decilveo - Oliver - St. John - Tobias Wincorn                   |                         | 2:31            |                 |                 |                 |                 |                 |
| 5.              | Shoulda Left Ya        | - Minogue - Biff Stannard - Gez O'Connell - Duck Blackwell                  |                         |                 |                 |                 |                 |                 |                 |
| 6.              | Dance Alone (with Sia) | - Sia Furler - Jesse Shatkin                                                | - Shatkin - Jim-E Stack | 2:20            |                 |                 |                 |                 |                 |
| 15:36           |                        |                                                                             |                         |                 |                 |                 |                 |                 |                 |

## Classements hebdomadaires
| Classement (2024)                  | Meilleure place |
| ---------------------------------- | --------------- |
| Allemagne (Media Control AG)       | 4               |
| Australie (ARIA)                   | 1               |
| Autriche (Ö3 Austria Top 40)       | 6               |
| Belgique (Flandre Ultratop)        | 4               |
| Belgique (Wallonie Ultratop)       | 3               |
| Canada (Canadian Albums Chart)     | 64              |
| Écosse (OCC)                       | 1               |
| Espagne (Promusicae)               | 3               |
| États-Unis (Billboard 200)         | 98              |
| Finlande (Suomen virallinen lista) | 27              |
| France (SNEP)                      | 21              |
| Irlande (Irish Albums Chart)       | 8               |
| Italie (FIMI)                      | 25              |
| Nouvelle-Zélande (RIANZ)           | 22              |
| Pays-Bas (Mega Album Top 100)      | 5               |
| Royaume-Uni (UK Albums Chart)      | 1               |
| Suisse (Schweizer Hitparade)       | 4               |

## Dates de la tournée
Tournées par Kylie Minogue
Golden Tour
(2018-19)
Tension Tour est la seizième tournée de concerts en tête d’affiche de l’artiste australienne Kylie Minogue. Il a débuté le 15 février 2025 à Perth, en Australie, et devrait se terminer le 26 août 2025 à Monterrey, au Mexique, et comprendra 71 spectacles.
Kylie a annoncé le Tension Tour en septembre 2024, après la sortie de son seizième album studio Tension (2023) et précédant la sortie de son dix-septième album studio, Tension II (2024).

## Setlist
Act I
1. "Lights Camera Action"
2. "In Your Eyes"
3. "Get Outta My Way"
4. "What Do I Have to Do"
5. "Come into My World" (The Abbey Road Sessions version)
6. "Good as Gone"
7. "Spinning Around"

Act II
1. " Taboo"
2. " On a Night Like This"
3. " Better the Devil You Know"
4. " Shocked"
5. " I Believe in You"
6. " Things We Do for Love"
7. " The Loco-Motion"

Act III
1. "Hold on to Now"
2. "Last Night I Dreamt I Fell in Love"
3. "Where the Wild Roses Grow" (acapella)
4. "Breathe"
5. "I Should Be So Lucky"
6. "Say Something" (acoustic)
7. "Supernova" / "Real Groove" / "Monday Blues" / "Where Does the DJ Go?" (medley)

Act IV
1. "Last Night a D.J. Saved My Life"
2. "Confide in Me"
3. "Slow"
4. "Timebomb"
5. "Edge of Saturday Night"

Act V
1. "Padam Padam"
2. "Can't Get You Out of My Head"
3. "All the Lovers"

Encore
1. "Tension"
2. "Love at First Sight"

| Date             | Ville         | Pays        | Lieu                          | Première partie | Affluence       | Revenu     |
| ---------------- | ------------- | ----------- | ----------------------------- | --------------- | --------------- | ---------- |
| OCEANIE          |               |             |                               |                 |                 |            |
| 15 février 2025  | Perth         | Australie   | RAC Arena                     | Mallrat         | 13,064 / 13,064 | $1,673,564 |
| 18 février 2025  | Adélaïde      | Australie   | Adelaide Entertainment Centre | Mallrat         | 7,836 / 7,836   | $1,211,725 |
| 20 février 2025  | Melbourne     | Australie   | Rod Laver Arena               | Mallrat         | 35,089 / 35,089 | $5,335,166 |
| 21 février 2025  | Melbourne     | Australie   | Rod Laver Arena               | Mallrat         | 35,089 / 35,089 | $5,335,166 |
| 22 février 2025  | Melbourne     | Australie   | Rod Laver Arena               | Mallrat         | 35,089 / 35,089 | $5,335,166 |
| 26 février 2025  | Brisbane      | Australie   | Brisbane Entertainment Centre | Mallrat         | 17,031 / 17,031 | $2,694,953 |
| 27 février 2025  | Brisbane      | Australie   | Brisbane Entertainment Centre | Mallrat         | 17,031 / 17,031 | $2,694,953 |
| 1er mars 2025    | Sydney        | Australie   | Qudos Bank Arena              | Mallrat         | 34,872 / 34,872 | $4,999,744 |
| 2 mars 2025      | Sydney        | Australie   | Qudos Bank Arena              | Mallrat         | 34,872 / 34,872 | $4,999,744 |
| 3 mars 2025      | Sydney        | Australie   | Qudos Bank Arena              | Mallrat         | 34,872 / 34,872 | $4,999,744 |
| ASIE             |               |             |                               |                 |                 |            |
| 10 mars 2025     | Bangkok       | Thaïlande   | Paragon Hall                  | N/A             | 3,415 / 3,415   | $602,810   |
| 12 mars 2025     | Tokyo         | Japon       | Ariake Arena                  | N/A             | 7,211 / 7,211   | $1,073,660 |
| 15 mars 2025     | Kaohsiung     | Taïwan      | Kaohsiung Arena               | N/A             | 10,259 / 10,259 | $1,280,807 |
| AMERIQUE DU NORD |               |             |                               |                 |                 |            |
| 29 mars 2025     | Toronto       | Canada      | Scotiabank Arena              | ROMY            | N/A             | N/A        |
| 30 mars 2025     | Montréal      | Canada      | Centre Bell                   | ROMY            | 6,568 / 7,743   | $631,502   |
| 2 avril 2025     | Rosemont      | États-Unis  | Allstate Arena                | ROMY            | N/A             | N/A        |
| 4 avril 2025     | New York      | États-Unis  | Madison Square Garden         | ROMY            | 24,221 / 24,221 | $2,959,554 |
| 5 avril 2025     | New York      | États-Unis  | Madison Square Garden         | ROMY            | 24,221 / 24,221 | $2,959,554 |
| 8 avril 2025     | Washington    | États-Unis  | Capital One Arena             | ROMY            | N/A             | N/A        |
| 9 avril 2025     | Boston        | États-Unis  | TD Garden                     | ROMY            | N/A             | N/A        |
| 11 avril 2025    | Atlanta       | États-Unis  | State Farm Arena              | Rita Ora        | 5,000 / 7,942   | $649,552   |
| 13 avril 2025    | Orlando       | États-Unis  | Kia Center                    | Rita Ora        | N/A             | N/A        |
| 14 avril 2025    | Miami         | États-Unis  | Kaseya Center                 | Rita Ora        | N/A             | N/A        |
| 17 avril 2025    | Austin        | États-Unis  | Moody Center                  | Rita Ora        | 7,714 / 9,892   | $882,716   |
| 19 avril 2025    | Phoenix       | États-Unis  | Footprint Center              | Rita Ora        | 5,303 / 9,627   | $828,190   |
| 22 avril 2025    | San Francisco | États-Unis  | Chase Center                  | Rita Ora        | N/A             | N/A        |
| 25 avril 2025    | Seattle       | États-Unis  | Climate Pledge Arena          | Rita Ora        | N/A             | N/A        |
| 26 avril 2025    | Vancouver     | Canada      | Pacific Coliseum              | Rita Ora        | N/A             | N/A        |
| 2 mai 2025       | Los Angeles   | États-Unis  | Crypto.com Arena              | Rita Ora        | N/A             | N/A        |
| EUROPE / UK      |               |             |                               |                 |                 |            |
| 15 mai 2025      | Glasgow       | Royaume-Uni | OVO Hydro                     | Jodie Harsh     | N/A             | N/A        |
| 17 mai 2025      | Newcastle     | Royaume-Uni | Utilita Arena                 | Jodie Harsh     | N/A             | N/A        |
| 19 mai 2025      | Manchester    | Royaume-Uni | Manchester Arena              | Jodie Harsh     | 25,524 / 27,156 | $4,045,392 |
| 20 mai 2025      | Manchester    | Royaume-Uni | Manchester Arena              | Jodie Harsh     | 25,524 / 27,156 | $4,045,392 |
| 22 mai 2025      | Liverpool     | Royaume-Uni | Liverpool Arena               | Jodie Harsh     | N/A             | N/A        |
| 23 mai 2025      | Sheffield     | Royaume-Uni | Utilita Arena                 | Jodie Harsh     | 11,596 / 11,596 | $1,724,021 |
| 26 mai 2025      | Londres       | Royaume-Uni | O2 Arena                      | Jodie Harsh     | N/A             | N/A        |
| 27 mai 2025      | Londres       | Royaume-Uni | O2 Arena                      | Jodie Harsh     | N/A             | N/A        |
| 30 mai 2025      | Nottingham    | Royaume-Uni | Motorpoint Arena              | Jodie Harsh     | N/A             | N/A        |
| 31 mai 2025      | Birmingham    | Royaume-Uni | Bp pulse LIVE                 | Jodie Harsh     | N/A             | N/A        |
| 2 juin 2025      | Londres       | Royaume-Uni | O2 Arena                      | Jodie Harsh     | N/A             | N/A        |
| 3 juin 2025      | Londres       | Royaume-Uni | O2 Arena                      | Jodie Harsh     | N/A             | N/A        |
| 5 juin 2025      | Birmingham    | Royaume-Uni | Bp pulse LIVE                 | Jodie Harsh     | N/A             | N/A        |
| 6 juin 2025      | Glasgow       | Royaume-Uni | OVO Hydro                     | Jodie Harsh     | N/A             | N/A        |
| 23 juin 2025     | Espoo         | Finlande    | Espoo Metro Areena            | Jodie Harsh     | N/A             | N/A        |
| 25 juin 2025     | Stockholm     | Suède       | Avicii Arena                  | Jodie Harsh     | N/A             | N/A        |
| 27 juin 2025     | Odense        | Danemark    | Tusindårsskoven               | Jodie Harsh     | N/A             | N/A        |
| 29 juin 2025     | Paris         | France      | Accor Arena                   | Jodie Harsh     | N/A             | N/A        |
| 1er juillet 2025 | Anvers        | Belgique    | Sportpaleis                   | Jodie Harsh     | N/A             | N/A        |
| 3 juillet 2025   | Amsterdam     | Pays-Bas    | Ziggo Dome                    | Jodie Harsh     | N/A             | N/A        |
| 4 juillet 2025   | Berlin        | Allemagne   | Uber Arena                    | Jodie Harsh     | N/A             | N/A        |
| 6 juillet 2025   | Zurich        | Suisse      | Hallenstadion                 | Jodie Harsh     | N/A             | N/A        |
| 7 juillet 2025   | Düsseldorf    | Allemagne   | PSD Bank Dome                 | Jodie Harsh     | N/A             | N/A        |
| 9 juillet 2025   | Stuttgart     | Allemagne   | Schlossplatz                  | Jodie Harsh     | N/A             | N/A        |
| 10 juillet 2025  | Lyon          | France      | LDLC Arena                    | Jodie Harsh     | N/A             | N/A        |
| 12 juillet 2025  | Bilbao        | Espagne     | Mount Cobetas                 | Jodie Harsh     | N/A             | N/A        |
| 14 juillet 2025  | Séville       | Espagne     | Plaza de España               | Jodie Harsh     | N/A             | N/A        |
| 15 juillet 2025  | Lisbonne      | Portugal    | MEO Arena                     | Jodie Harsh     | N/A             | N/A        |
| 18 juillet 2025  | Athènes       | Grèce       | Plateia Nerou                 | N/A             | N/A             | N/A        |
| AMERIQUE DU SUD  |               |             |                               |                 |                 |            |
| 7 août 2025      | Buenos Aires  | Argentine   | Movistar Arena                | -               | N/A             | N/A        |
| 9 août 2025      | Monticello    | Chili       | Gran Arena Monticello         | -               | N/A             | N/A        |
| 12 août 2025     | Santiago      | Chili       | Movistar Arena                | -               | N/A             | N/A        |
| 15 août 2025     | São Paulo     | Brésil      | Ginásio do Ibirapuera         | -               | N/A             | N/A        |
| 19 août 2025     | Bogota        | Colombie    | Movistar Arena                | -               | N/A             | N/A        |
| AMERIQUE DU NORD |               |             |                               |                 |                 |            |
| 22 août 2025     | Mexico        | Mexique     | Palacio de los Deportes       | -               | N/A             | N/A        |
| 24 août 2025     | Zapopan       | Mexique     | Auditorio Telmex              | -               | N/A             | N/A        |
| 26 août 2025     | Monterrey     | Mexique     | Auditorio Citibanamex         | -               | N/A             | N/A        |

Annulation
| Date          | Ville      | Pays        | Lieu                  | Raison                |
| ------------- | ---------- | ----------- | --------------------- | --------------------- |
| 17 mars 2025  | Manille    | Philippines | SM Mall of Asia Arena | non divulgué          |
| 29 avril 2025 | Denver     | États-Unis  | Ball Arena            | Conflit d'horaire NBA |
| 9 août 2025   | Montevideo | Uruguay     | Antel Arena           | Raisons logistiques   |
| 18 juin 2025  | Łódź       | Pologne     | Atlas Arena           | laryngite             |
| 20 juin 2025  | Kaunas     | Lituanie    | Žalgirio Arena        | laryngite             |
| 21 juin 2025  | Tallinn    | Estonie     | Unibet Arena          | laryngite             |